# 大谷村 (山形県)
大谷村（おおやむら）は山形県西村山郡にあった村。現在の朝日町北部、最上川左岸にあたる。

## 地理
- 山：道円山、初月山、八鉢台山、日光山、秋葉山、明神山
- 河川：最上川

## 歴史
- 1889年（明治22年）4月1日 - 町村制の施行により、大谷村、大暮山村、大沼村、玉ノ井村、中沢村の区域をもって発足。
- 1954年（昭和29年）11月1日 - 宮宿町・西五百川村と合併して朝日町が発足。同日大谷村廃止。

## 交通

### 地図
- 西部街道（現・国道287号）